# Livre d'heures de Philippe le Bon
Le livre d'heures de Philippe le Bon est un livre d'heures en possession du troisième duc de Bourgogne issu de la Maison de Valois, Philippe le Bon, qui régna de 1419 à 1467. Il est conservé à la Bibliothèque royale des Pays-Bas à La Haye sous la cote 76 F 2.

## Historique
La devise de Philippe le Bon Aultre naray (je n'en veux point d'autre) ainsi que la présence de son blason attestent de sa propriété. Ce livre d'heures, qui date des années 1450-1460 est probablement rédigé par Jean Miélot, secrétaire du duc, et enluminé par Jean Le Tavernier, originaire d'Audenarde, l'un des enlumineurs favoris de Philippe le Bon.
La trace du manuscrit est par la suite retrouvée au XVIIIe siècle : il est acheté auprès de Mme de Montfort, chanoinesse du chapitre de Saint-Waudru à Mons par Georges-Joseph Gérard (1734-1814). L'ensemble des collections de ce dernier est acquis par le gouvernement néerlandais en 1818 et placé aux archives nationales des Pays-Bas. Il est conservé à la Bibliothèque royale des Pays-Bas (ms. 76 f/20) depuis 1832.

## Description
Ce manuscrit enluminé se compose de 341 feuillets de 27 cm sur 19 cm avec 165 miniatures toutes peintes en grisaille. Il suit la liturgie des Heures de Rome.
Les miniatures, qui prennent presque la moitié de la page, sont toutes en grisaille et ne comportent pas de bordure. Les textes latins sont écrits en bâtarde, c'est-à-dire à jambages pleins aux liaisons arrondies dérivée de l'écriture gothique du XIIIe siècle, ce qui rend la lecture plus facile que celle des manuscrits gothiques antérieurs. Les lettrines sont finement dessinées à la plume retouchées de bleu et de rouge-brun.
Une miniature du début pour la none illustre l'adoration des rois mages. La Vierge assise sur une chaise présente aux mages vêtus comme des chevaliers du XVe siècle l'Enfant assis de biais sur ses genoux la tête tournée vers eux. La scène se passe devant un lit princier à baldaquin qui est défait. Le roi mage debout à gauche qui est figuré par un jeune homme de la noblesse est vêtu à la dernière mode bourguignonne de l'époque et attire la considération. Au fond un paysage bourguignon laisse deviner l'arrivée de nouveaux personnages à cheval.
Une autre miniature pour la sexte illustre la Présentation au Temple, telle que l'Évangile selon Luc nous la raconte. L'Enfant Jésus est debout sur l'autel d'une église gothique à vitraux (qui représente le Temple de Jérusalem) tandis que sa Mère est agenouillée devant lui. Les autres personnages debout, dont une femme tenant un panier, sont vêtus à la mode du XVe siècle, sauf le grand prêtre.

## Source
- (de) Cet article est partiellement ou en totalité issu de l’article de Wikipédia en allemand intitulé « Stundenbuch Philipps des Guten » (voir la liste des auteurs).